# Тляумбетовский сельсовет
Тляумбетовский сельсовет — муниципальное образование в Кугарчинском районе Башкортостана.
Административный центр — деревня Таваканово.

## История
Согласно Закону о границах, статусе и административных центрах муниципальных образований в Республике Башкортостан имеет статус сельского поселения.
После Октябрьской революции активисты деревни Тляумбетово Губайдуллин Абхалик, Мухаметов Масалим организовали  первый сельсовет «Кара- Кипчак». Эта организация просуществовала всего шесть месяцев. С приходом дутовцев организаторы были расстреляны.  Тляумбетовский сельсовет был организован  в1930 году . В годы войны и послевоенное время председателем сельсовета работала Пиялкина Анна , а секретарем сельсовета Фахреев Сарвар . С 1948-1950 годы председателем Тляумбетовского сельского Совета работал Сагитов Валиулла Гаязович ,с 1961 года Ишемгулов Урал Абдуллович, секретарем Исанбаев Лукман Нигматович. Деревянное здание, которое было перенесено  из х. Рязановка , находилось на месте расположения дома Хужина Мавлияровича .
В 1962 году сельсовет  переезжает в типовое здание . Далее председателем сельсовета работал Шагаров  Равиль Хайбуллович ,с 1962 по 1972 год секретарем  Тляумбетовского сельсовета работал  Байбулатов Шарифьян Галимьянович . В1970 году председателем назначается Мунасыпова Мушарифа с 1973-1990 годы Абдульманов Фаткулла Мударисович . С 1991 года по 2009  год главой администрации  работал Ильчигулов Фиргат Зиннатович.
С декабря 2009 года по декабрь 2012 года    главой  сельского поселения работал  Даминдаров Данил Уралович, в эти годы административный центр сельского поселения переходит из д. Тляумбетово в д. Таваканово. 
С  декабря 2012 года по 2016 глава СП Исмагилова Гульгена Забиховна, с 2016 по 2018 год Хайсаров Марат Ишбулатович, с 2018 года по сегодняшний день главой сельского поселения является Абдрахимов Зуваир Рахматович.

## Население
| 2002  | 2009  | 2010  | 2012  | 2013  | 2014  | 2015  |
| ----- | ----- | ----- | ----- | ----- | ----- | ----- |
| 1721  | ↗1773 | ↘1657 | ↘1601 | ↘1548 | ↘1493 | ↘1488 |
| 2016  | 2017  | 2018  |       |       |       |       |
| ↘1435 | ↘1415 | ↘1390 |       |       |       |       |

## Состав сельского поселения
| № | Населённый пункт | Тип населённого пункта          | Население |
| - | ---------------- | ------------------------------- | --------- |
| 1 | Таваканово       | деревня, административный центр | ↗581      |
| 2 | Тляумбетово      | деревня                         | ↘384      |
| 3 | Бекечево         | деревня                         | ↘299      |
| 4 | Азнагулово       | деревня                         | ↘180      |
| 5 | Даут-Каюпово     | деревня                         | ↘141      |
| 6 | Черниговский     | хутор                           | ↘61       |
| 7 | Прогресс         | хутор                           | ↗11       |

## Известные уроженцы
- Абдрахимов Забих Абдулхакович знаменитый геолог-разведчик, родился 15 мая 1918 года в деревне Таваканово (Тляумбетовского сельсовета) Республики Башкортостан.
- Рахимов, Муртаза Губайдуллович (род. 7 февраля 1934) — российский государственный и политический деятель, первый Президент Республики Башкортостан (с 12 декабря 1993 года по 15 июля 2010 года)[15][16].
- Хасанов, Гали-Ахмед Вали-Мухамедович (1894—?) — участник башкирского национального движения, государственный деятель Башкирской АССР[17].
- Янбеков, Венер Ахметович (14 сентября 1938 — 28 ноября 2014) — советский и российский башкирский поэт и журналист, член Союза журналистов РФ и РБ[18].
- Янбеков, Рамиль Ахметович (10 августа 1952 — 11 января 2017) — башкирский поэт, публицист, общественный деятель, заслуженный работник культуры Республики Башкортостан (2002)[19].